# Cyrille Monnerais
Cyrille Monnerais (Malestroit, 24 agosto 1983) è un ex ciclista su strada francese, professionista dal 2005 al 2009.

## Palmarès

### Strada
- 2004 (Dilettanti, tre vittorie)

Manche-Atlantique
1ª tappa Kreiz Breizh Elites (Carhaix-Plouguer > Plouray)
Classifica generale Kreiz Breizh Elites
- 2008 (Bretagne-Schuller, una vittoria)

Circuit du Morbihan

#### Altri successi
- 2005 (Française des Jeux)

Classifica giovani Circuit de Lorraine

## Piazzamenti

### Grandi Giri
- Giro d'Italia

2005: 71º
2006: 121º
2007: ritirato (8ª tappa)
- Vuelta a España

2007: ritirato (12ª tappa)

### Classiche monumento
- Giro di Lombardia

2007: ritirato

### Competizioni europee
- Campionati europei

Otepää 2004 - In linea Under-23: 124º